# Championnat du monde junior féminin de handball 2005
Navigation
Macédoine 2003 Macédoine 2008
Le championnat du monde junior féminin de handball 2005 est la 15e édition du tournoi. Il se déroule en République tchèque du 1er au 14 août 2005.
La compétition est remportée par la Russie pour la troisième fois consécutive et la onzième fois au total en comptant les titres remportés par l'Union soviétique. La Norvège et la Corée du Sud complète le podium.

## Modalités
Au tour préliminaire, les 20 équipes sont réparties dans 4 groupes de 5 équipes. Les trois premiers sont qualifiés pour le tour principal et les deux derniers pour la phase de classement de la 13e à la 20e place.
Au tour principal, les 20 équipes sont réparties dans 2 groupes de 6 équipes. Les deux premiers sont qualifiés pour les demi-finales et les autres équipes s'affrontent deux à deux (3e du groupe M1 contre 3e du groupe M2, etc.) pour déterminer le classement de la 5e à la 12e place. De même, dans la phase de classement de la 13e à la 20e place, les 8 équipes sont réparties dans 2 groupes de 4 équipes et les équipes s'affrontent ensuite deux à deux pour déterminer le classement final.

## Résultats

### Tour principal

#### Phase finale
|  | Demi-finales | Demi-finales | Demi-finales | Demi-finales |                               |        | Finale  | Finale  | Finale  | Finale  |
|  |              |              |              |              |                               |        |         |         |         |         |
|  | 13 août      | 13 août      | 13 août      | 13 août      |                               |        | 14 août | 14 août | 14 août | 14 août |
|  | Corée du Sud | Corée du Sud | 22           | 22           |                               |        | 14 août | 14 août | 14 août | 14 août |
|  | Corée du Sud | Corée du Sud | 22           | 22           |                               |        | 14 août | 14 août | 14 août | 14 août |
|  | Norvège      | Norvège      | 27           | 27           |                               |        | 14 août | 14 août | 14 août | 14 août |
|  | Norvège      | Norvège      | 27           | 27           | Russie                        | Russie | 30      | 30      |         |         |
|  | 13 août      |              |              |              | Russie                        | Russie | 30      | 30      |         |         |
|  |              |              | Norvège      | Norvège      | 25                            | 25     |         |         |         |         |
|  | Russie       | Russie       | Norvège      | Norvège      | 25                            | 25     | 25      | 25      |         |         |
|  | Russie       | Russie       |              |              |                               |        |         | 25      |         |         |
|  | Hongrie      | Hongrie      | 22           | 22           |                               |        |         |         |         |         |
|  | Hongrie      | Hongrie      | 22           | 22           | Match pour la troisième place |        |         |         |         |         |
|  |              |              |              |              |                               |        |         |         |         |         |
|  | 14 août      |              |              |              |                               |        |         |         |         |         |
|  | Hongrie      | Hongrie      | 23           | 23           |                               |        |         |         |         |         |
|  | Hongrie      | Hongrie      | 23           | 23           |                               |        |         |         |         |         |
|  | Corée du Sud | Corée du Sud | 28           | 28           |                               |        |         |         |         |         |
|  | Corée du Sud | Corée du Sud | 28           | 28           |                               |        |         |         |         |         |

## Le vainqueur
| Champion du monde junior 2005 Russie 11e victoire |

## Classement final
| Rang                       | Équipe               | J | G | N | P | Bp  | Bc  | Diff |
| -------------------------- | -------------------- | - | - | - | - | --- | --- | ---- |
| Médaille d'or, Europe      | Russie               | 9 | 9 | 0 | 0 | 272 | 193 | +79  |
| Médaille d'argent, Europe  | Norvège              | 9 | 6 | 0 | 3 | 247 | 233 | +14  |
| Médaille de bronze, Europe | Corée du Sud         | 9 | 8 | 0 | 1 | 275 | 196 | +79  |
| 4e                         | Hongrie              | 9 | 6 | 0 | 3 | 237 | 204 | +23  |
| 5e                         | Danemark             | 8 | 5 | 0 | 3 | 221 | 198 | +23  |
| 6e                         | Serbie-et-Monténégro | 8 | 4 | 1 | 3 | 223 | 221 | +2   |
| 7e                         | Croatie              | 8 | 5 | 0 | 3 | 257 | 239 | +18  |
| 8e                         | Pologne              | 8 | 4 | 1 | 3 | 236 | 230 | +6   |
| 9e                         | Brésil               | 8 | 4 | 0 | 4 | 217 | 254 | -37  |
| 10e                        | Japon                | 8 | 3 | 0 | 5 | 200 | 242 | -42  |
| 11e                        | Espagne              | 8 | 4 | 0 | 4 | 239 | 224 | +15  |
| 12e                        | Ukraine              | 8 | 1 | 0 | 7 | 185 | 231 | -46  |
| 13e                        | Chine                | 8 | 4 | 1 | 3 | 220 | 194 | +26  |
| 14e                        | Lituanie             | 8 | 3 | 0 | 5 | 226 | 238 | -14  |
| 15e                        | Angola               | 8 | 3 | 1 | 4 | 211 | 223 | -12  |
| 16e                        | Rép. tchèque         | 8 | 3 | 0 | 5 | 197 | 225 | -28  |
| 17e                        | France               | 8 | 3 | 0 | 5 | 192 | 186 | +6   |
| 18e                        | Suède                | 8 | 2 | 0 | 6 | 200 | 231 | -31  |
| 19e                        | Tunisie              | 8 | 2 | 0 | 6 | 210 | 235 | -25  |
| 20e                        | Argentine            | 1 | 0 | 0 | 7 | 154 | 222 | -68  |

## Statistiques et récompenses

### Meilleures marqueuses
Les meilleures marqueuses sont :
| Rang | Joueuse                   | Équipe               | Buts |
| ---- | ------------------------- | -------------------- | ---- |
| 1    | Isabel Fernandes          | Angola               | 81   |
| 2    | Nadia Zekri               | Tunisie              | 80   |
| 3    | Laima Bernatavičiūtė (en) | Lituanie             | 66   |
| 3    | Gøril Snorroeggen         | Norvège              | 66   |
| 5    | Song Hai-rim              | Corée du Sud         | 64   |
| 6    | Karolina Kudłacz          | Pologne              | 61   |
| 7    | Nuria Benzal              | Espagne              | 56   |
| 8    | Macarena Aguilar          | Espagne              | 54   |
| 8    | Yuki Oshiro               | Japon                | 54   |
| 8    | Jovanka Radičević         | Serbie-et-Monténégro | 54   |
| 8    | Regina Shymkute (en)      | Ukraine              | 54   |

### Meilleures gardiennes de but
Les meilleures gardiennes de but sont :
| Rang | Joueuse             | Équipe               | %      | Arrêts  |
| ---- | ------------------- | -------------------- | ------ | ------- |
| 1    | Kari Aalvik         | Norvège              | 43,2 % | 149/345 |
| 2    | Galina Gabisova     | Russie               | 42,9 % | 124/289 |
| 3    | Rikke Poulsen       | Danemark             | 41,6 % | 109/262 |
| 4    | Henriette Dahl      | Danemark             | 40,8 % | 31/76   |
| 5    | Son Min-ji          | Corée du Sud         | 40,1 % | 63/157  |
| 6    | Ágnes Triffa (en)   | Hongrie              | 39,0 % | 89/228  |
| 7    | Kitti Hoffman       | Hongrie              | 38,2 % | 34/89   |
| 8    | Amandine Leynaud    | France               | 37,2 % | 44/118  |
| 9    | Song Se-ra          | Corée du Sud         | 37,4 % | 61/163  |
| 10   | Sonja Barjaktarović | Serbie-et-Monténégro | 35,8 % | 48/134  |

## Effectif des équipes sur le podium

### Championne du monde junior:Russie
L'effectif de la Russie au championnat du monde junior 2005 est :
- Galina Gabisova
- Tatiana Parfenova
- Iana Ouskova
- Irina Svekolkina
- Svetlana Poltaratskaïa
- Daria Makarova
- Ekaterina Andriouchina
- Anna Kochetova
- Olga Levina
- Irina Baranovskaïa
- Polina Vyakhhireva
- Alexandra Sytnikova
- Aleksandra Kolokoltseva
- Olga Chernova
- Irina Pisarenko
- Irina Bliznova

### Vice-championne du monde junior:Norvège
L'effectif de la Norvège au championnat du monde junior 2005 est :
- Kari Aalvik
- Sakura Hauge
- Marit Roe
- Gøril Snorroeggen
- Therese Knutsen
- Mari Gullbekk
- Trine Olsen
- Camilla Herrem
- Tonje Nøstvold
- Linn Gossé
- Tine Stange
- Kristin Egeland
- Inga Berit Svestad
- Marit Frafjord
- Inger Senstad
- Sara Jacobsen

### Troisième place:Corée du Sud
L'effectif de la Corée du Sud au championnat du monde junior 2005 est :
- Son Min-ji
- Yong Se-ra
- Lee Bo-ra
- Han Jong-sook
- Jeon Su-jeong
- Kim Ji-hyon
- Song Hai-rim
- Kwon Geun-hea
- Gwon Han-hui
- Yang Ji-yun
- Sim Hae-in
- Kim En-yong
- Kim Yun-hui
- Jung Ji-hae
- Hu Ha-na
- Yoon Hyun-kyung